# بيدرو بابلو كوشينسكي
بيدرو بابلو كوشينسكي (بالإسبانية: Pedro Pablo Kuczynski) ولد في الثالث من أكتوبر سنة 1934 بعاصمة البيرو ليما. تولّى رسميًا مهامه كرئيس للبيرو يوم 28 يوليو سنة 2016 حتى 23 مارس 2018، خلفًا للرئيس السابق أويانتا هومالا، وذلك في عهد كان يجب أن يمتد إلى غاية 2021.

## تقلده منصب الرئيس
أدى كوشينسكي البالغ من العمر 77 عاما الخميس اليمين الدستورية أمام البرلمان قبل التوجه بخطاب للأمة، وهو ليبيرالي[بحاجة لمصدر] ومصرفي سابق في وول ستريت، تولى الرئاسة عقب فوزه في الانتخابات على كايكو فوجيموري ابن الرئيس الأسبق ألبرتو فوجيموري بفارق أربعين ألف صوت فقط.[بحاجة لمصدر]
ومباشرة عقب تعيينه الرسمي أعلن كوشينسكي عن تشكيل حكومة تكنوقراطية واعدًا بنمو اقتصادي واجتماعي، كما وعد بمحاربة الفساد والعمل على إعادة الأمن إلى البيرو.[بحاجة لمصدر]

## روابط خارجية
- بيدرو بابلو كوشينسكي على موقع IMDb (الإنجليزية)
- بيدرو بابلو كوشينسكي على موقع الموسوعة البريطانية (الإنجليزية)
- بيدرو بابلو كوشينسكي على موقع مونزينجر (الألمانية)